# Dzierżęcino
Dzierżęcino (niem. Dörsenthin, dawn. Dzierżęcin) – część miasta Koszalina, w jego wschodniej części, nad rzeką Dzierżęcinką.
Dawniej samodzielna wieś Dörsenthin, po wojnie stanowiąca gromadę Dzierzęcino w gminie Koszalin w powiecie koszalińskim w województwie koszalińskim. Od 1954 w gromadzie Chełmoniewo. Od 1 stycznia 1973 w gminie Sianów. 1 stycznia 1989 włączone do Koszalina.

## Nazwa
Nazwę Dzierżęcin wprowadzono urzędowo w 1948 roku, zastępując poprzednią niemiecką nazwę wsi Dörsenthin. 